# Гольцовка (река, впадает в Имандру)
Гольцовка (саам. Иидичиок) — река в Мурманской области России.
Длина — 17 км, площадь водосборного бассейна — 89,9 км².
Берёт начало в западной части Хибинского горного массива. Протекает в северо-западном направлении в границах городских округов город Апатиты и город Оленегорск с подведомственными им территориями.
Ширина реки в нижнем течении — около 22 м, глубина — 0,7 м, скорость течения — 0,9 м/с, дно каменистое. По данным наблюдений с 1961 по 1985 год среднегодовой расход воды в 0,4 км от устья составляет 2,36 м³/с.
Впадает в озеро Имандра к юго-западу от села Имандра. Основные притоки — Часнайок и Маннепахк.